# Малопавловский сельский совет
Малопавловский сельский совет (укр. Малопавлівська сільська рада) — входит в состав Ахтырского района Сумской области Украины.
Административный центр сельского совета находится в 
с. Малая Павловка.

## Населённые пункты совета
- с. Малая Павловка
- с. Бурячиха
- с. Закаблуки
- с. Качановка
- с. Кудари
- с. Неплатино
- с. Щомы

### Ликвидированные населённые пункты совета
- с. Обертень